# إيمان الجبوري
إيمان الجبوري طبيبة عراقية حاصلة على جائزة أشجع امرأة دولية عام 2008.
درست وتخرجت من كلية الطب في جامعة بغداد إنتقلت إلى اليمن للعمل بسبب رفضها العمل مع حزب البعث برئاسة صدام حسين ،وعادت للعراق عام 2003 بعد بدأ الحرب والإطاحة بحكومة صدام حسين لتقديم المساعدة الطبية لشعب العراقي.

## العمل الطبي والإنساني
هي المسؤول الطبي الوطني للمنظمة الدولية للهجرة، وهي منظمة المساعدات الدولية في العراق.
.
في وقت لاحق في عام 2003 بدأت العمل في المنظمة الدولية للهجرة، التي ترتب للناس لتلقي العلاج الطبي في المستشفيات الموجودة في 19 دولة.
ركزت إيمان على علاج الأطفال العراقيين، والبحث عن أولئك الذين يحتاجون إلى الرعاية الخاصة وترتيب لهم في الحصول عليها، وكذلك العمل على تحسين الرعاية الطبية في العراق.